# Лоренцо Амури
Лоренцо Амури (на италиански: Lorenzo Amurri) е италиански музикант и писател на произведения в жанра мемоари.

## Биография и творчество
Лоренцо Амури е роден през 1971 г. в Рим, Италия, в семейството на писателя и текстописец Антонио Амури. Брат е на режисьора и сценарист Франко Амури.
Работи като рок музикант и си сътрудничи с групата „Тиромачино“, с Лола Понсе, Азия Ардженто и Франко Калифано. Пострадва на 26 години при инцидент на ски в планината Терминило, блъскайки се в пилон на седалков лифт. Нараняванията му го принуждават да ползва инвалидна количка заради квадриплегия (парализа на крайниците от увреждане на гръбначния мозък) и последвали дълги безрезултатни лечения. След това той решава да се посвети на писането, макар и само с единия си пръст, първо чрез блог, а след това чрез разкази, един от които е публикуван в сборника Amore Caro.
Първият му роман „Спиране на дишането“ (с оригинално заглавие „Апнея“) е издаден през 2013 г. Той е автобиографичен разказ за живота му, като обръща специално внимание на трагичния инцидент и желанието за връщане към пълноценен живот. Книгата е номинирана за престижната италианска награда „Стрега“, получава малката поднаграда „Стрега Джовани“ и Наградата за литература на Европейския съюз за 2015 г.
През 2014 г. е издадена книгата му „Защо не го заведеш в Лурд“, който е дневник на пътуване до светилището на Лурд, което прави като невярващ.
Умира на 12 юли 2016 г., на 45-годишна възраст, в Рим.

## Произведения
- Apnea (2013) – наградата за литература на Европейския съюз[1][2]
Спиране на дишането, изд.: ИК „Персей“, София (2017), прев. Весела Цалова
- Perché non lo portate a Lourdes (2014)
- Tracce di ruote (2021) – сборник от разкази в блога му, посмъртно[3]